# Лангоско
Лангоско (итал. Langosco) је насеље у Италији у округу Павија, региону Ломбардија.
Према процени из 2011. у насељу је живело 328 становника. Насеље се налази на надморској висини од 110 м.

## Становништво
| 1936. | 1951. | 1961. | 1971. | 1981. | 1991. | 2001. | 2011. |
| ----- | ----- | ----- | ----- | ----- | ----- | ----- | ----- |
| 1.507 | 1.426 | 1.122 | 770   | 578   | 449   | 458   | 436   |